# Leopold Lahola
Leopold Lahola, właściwie Leopold Arje Friedmann (ur. 30 stycznia 1918 w Preszowie, zm. 12 stycznia 1968 w Bratysławie) – słowacki nowelista, dramaturg, poeta, tłumacz, scenarzysta i reżyser filmowy.

## Życie
Dzieciństwo spędził na Orawie, Jako Żyd nie mógł dokończyć w państwie słowackim studiów na Uniwersytecie Komeńskiego w Bratysławie. W czasie wojny najpierw skierowany był na roboty przymusowe, potem ukrywał się, trafił do obozu pracy, utracił najbliższych w obozie koncentracyjnym, walczył z Niemcami w oddziałach partyzanckich, został redaktorem czasopism czechosłowackiej armii. Pisane tuż po wojnie dramaty były zbyt realistyczne i zbyt pesymistyczne, by mogły spotkać się z życzliwą oceną po zadekretowaniu realizmu socjalistycznego. Pisarz w 1949 udał się na emigrację, mieszkał w Izraelu, Jugosławii, Francji, wreszcie w RFN. W okresie czechosłowackiej odwilży, w 1966, po raz pierwszy od wyjazdu z kraju przyjechał do Bratysławy. Tu w styczniu 1968 zmarł nagle na atak serca.

## Twórczość
Debiutował w 1940 przekładami poezji hebrajskiej.
Głównym tematem twórczości Laholi jest martyrologia Żydów i szerzej: II wojna światowa. Temat ten pojawił się już w dramatach Štyri strany sveta (1948, Cztery strony świata), Antetát (1949, Zamach).
Największe dzieło pisarza to zbiór opowiadań Posledná vec (1968, Rzecz ostatnia).
Lahola jest autorem kilku scenariuszy filmowych. Sam tuż przed śmiercią nakręcił film fabularny Sladký čas Kalimagdory (Słodki czas Kalimagdory) według powieści Jana Weissa Spáč ve zvěrokruhu (tytuł polskiego przekładu Więzień Zodiaku).
Lahola opowiada swoje historie koncentrując się na przeżyciach jednostek i to bynajmniej nie przeżyciach typowych, schematycznych, tylko jedynych i niepowtarzalnych, a przy tym takich, które decydują o całym dalszym życiu, głęboko naruszają równowagę osobowości, pozostawiają trwałe poczucie zagrożenia, wyrwania z rodzimej gleby i winy wobec zamordowanych przez hitlerowców współbraci.

## Odznaczenia
- Order Tomáša Garrigue Masaryka III Klasy – CSRF, 1991, pośmiertnie[1][2]